# Thomas Reschke
Thomas Reschke (* 4. Juni 1932 in Danzig) ist ein deutscher literarischer Übersetzer.

## Leben
Thomas Reschke gelangte im September 1945 auf der Flucht mit seiner Familie ins mecklenburgische Ludwigslust. Er besuchte dort die Oberschule, an der er 1951 die Reifeprüfung ablegte. Anschließend absolvierte er an der Berliner Humboldt-Universität ein Studium der Slawistik, das er 1955 mit dem Grad eines Diplom-Slawisten abschloss. Von 1955 bis 1990 war Reschke als Redakteur und Lektor in den DDR-Verlagen „Kultur und Fortschritt“ und „Volk und Welt“ tätig. 1956 begann er mit dem Übersetzen literarischer Werke aus dem Russischen. Seit 1990 ist er freiberuflicher Übersetzer. Reschke lebt in Berlin.
Thomas Reschke ist einer der produktivsten deutschen Russisch-Übersetzer der zweiten Hälfte des zwanzigsten Jahrhunderts. Er übersetzt Romane, Kinder- und Jugendbücher sowie Theaterstücke; besonders hervorgetreten ist er als Übersetzer eines Großteils der Werke Michail Bulgakows.
Thomas Reschke war von 1965 bis 1990 Mitglied des Schriftstellerverbandes der DDR. Er gehört außerdem dem Verband deutschsprachiger Übersetzer literarischer und wissenschaftlicher Werke an. Reschke wurde in der DDR 1975 mit dem F.-C.-Weiskopf-Preis ausgezeichnet; 1987 erhielt er den Maxim-Gorki-Preis des Sowjetischen Schriftstellerverbandes. Nach der Wende erhielt er 1992 für seine Übersetzung des Werkes „Wir Kuckuckskinder“ von Anatoli I. Pristawkin den Übersetzerpreis des Deutschen Jugendliteraturpreises, 2000 ein Bundesverdienstkreuz sowie im Jahre 2001 in Anerkennung seines Lebenswerks den Übersetzerpreis der Kunststiftung NRW.

## Auszeichnungen
2000 wurde Thomas Reschke mit dem Bundesverdienstkreuz geehrt.

## Herausgeberschaft
- Die Meergeborene, Berlin 1963
- Heimliche Märchen, Berlin 1983
- Michail Bulgakow, Frankfurt am Main 1991

## Übersetzungen
- Arkadij G. Adamov: Gift aus dem Kischlak, Berlin 1973
- Arkadij G. Adamov: Die Spur des Fuchses, Berlin 1967
- G. Adamov: Der verschwundene Hotelgast, Berlin 1977
- Ales' Adamovič: Henkersknechte, Berlin [u. a.] 1982
- Čingiz Ajtmatov: Frühe Kraniche.  Scheckiger Hund, der am Meer entlangläuft, Berlin 1983 (übersetzt zusammen mit Charlotte Kossuth)
- Vasilij P. Aksënov: Defizitposten Faßleergut, München 1975
- Vasilij P. Aksënov: Ein Denkmal für meinen Urgroßvater, Berlin 1978
- Vasilij P. Aksënov: Eine Million Trennungen, Berlin [u. a.] 1978
- Boris Akunin: Die Entführung des Großfürsten, Berlin 2004 (übersetzt zusammen mit Renate Reschke)
- Boris Akunin: Das Geheimnis der Jadekette, Berlin 2008 (übersetzt zusammen mit Renate Reschke)
- Boris Akunin: Der Magier von Moskau, Berlin 2005 (übersetzt zusammen mit Renate Reschke)
- Boris Akunin: Mord auf der Leviathan, Berlin 2002 (übersetzt zusammen mit Renate Reschke)
- Boris Akunin: Pelagia und die weißen Hunde, München 2003 (übersetzt zusammen mit Renate Reschke)
- Boris Akunin: Russisches Poker, Berlin 2003 (übersetzt zusammen mit Renate Reschke)
- Boris Akunin: Die Schönheit der toten Mädchen, Berlin 2003
- Boris Akunin: Türkisches Gambit, Berlin 2001
- Juz Aleškovskij: Die Hand, München [u. a.] 1992 (übersetzt zusammen mit Renate Landa)
- Anatolij Antochin: Schlauköpfe, Berlin 1978
- Aleksej N. Arbuzov: Erwartung, Berlin 1977
- Aleksej N. Arbuzov: Märchen vom alten Arbat, Berlin 1972
- Aleksej N. Arbuzov: Sonnig – aber Frosteinbrüche, Berlin 1973
- Aleksej N. Arbuzov: Die Wahl, Berlin 1971
- Viktor P. Astaf’ev: Der traurige Detektiv, Berlin [u. a.] 1988
- Isaak Ė.Babel‘: Die Reiterarmee, Berlin 1980
- Vitalij V. Bianki: Auf der Fährte, Berlin 1965
- Michail A. Bulgakow: Adam und Eva, Berlin 1988
- Michail A. Bulgakow: Aufzeichnungen eines jungen Arztes, Berlin 1972
- Michail A. Bulgakow: Aufzeichnungen eines Toten, Neuwied [u. a.] 1969
- Michail A. Bulgakow: Gesammelte Werke, Berlin
  - 4. Der schwarze Magier, 1994 (übersetzt zusammen mit Renate Reschke)
  - 5. Die rote Krone, 1993
  - 6. Teufeliaden, 1994
  - 7,1. Ich habe getötet, 1995
  - 7,2. Der sprechende Hund, 1995
  - 8. Die Tage der Turbins, 1993
  - 12,1. Don Quijote, 1996
  - 12,2. Peter der Große, 1996
  - 13,1. Briefe 1914 bis 1940, 1996 (übersetzt zusammen mit Renate Reschke)
  - 13,2. Dokumente und Materialien, 1996 (übersetzt zusammen mit Renate Reschke)
- Michail A. Bulgakow: Ich habe getötet, Berlin 1979
- Michail A. Bulgakow: Iwan Wassiljewitsch, Berlin 1972
- Michail A. Bulgakow: Die Kabale der Scheinheiligen, Berlin 1973
- Michail A. Bulgakow: Das Leben des Herrn de Molière, Berlin 1970
- Michail A. Bulgakow: Der Meister und Margarita, Berlin 1968 (übersetzt zusammen mit Gisela Drohla)
- Michail A. Bulgakow: Sojas Wohnung, Berlin 1981
- Michail A. Bulgakow: Stücke, Berlin 1970 (übersetzt zusammen mit Ingrid Göhring)
- Michail A. Bulgakow: Theaterroman, Berlin 1969
- Michail A. Bulgakow: Die Treppe ins Paradies, Berlin 1991
- Michail A. Bulgakow: Die verhängnisvollen Eier, Darmstadt [u. a.] 1984
- Michail A. Bulgakow: Der verrückte Jourdain, Berlin 1972
- Ivan C. Bursaŭ: Matrjoschkas Märchen, Berlin 1975
- Vasil‘ Uladzimiravič Bykaŭ: Die Schlinge, Berlin 1972
- Vasil‘ Uladzimiravič Bykaŭ: Zeichen des Unheils, Berlin 1984
- Evgenij I. Čarušin: Mauzel, Elster und die Bären, Berlin 1974
- Evgenij I. Čarušin: Tomka wird Jäger, Berlin 1985
- Evgenij I. Čarušin: Wie Nikita dem Spatzen das Fliegen beibrachte und andere Geschichten von Kindern und Tieren, Moskau 1974
- Aleksandr Červinskij: Hundeherz, Berlin 1988
- Vladlen Dosorcev: Der letzte Besucher, Berlin 1986
- Oleg Erberg: Der Elefantentreiber, Berlin 1958
- Nikolaj R. Ėrdman: Der Selbstmörder, Berlin 1987
- Sergej A. Ermolinskij: Erinnerungen an Bulgakow, Berlin 1985
- Venedikt V. Erofeev: Aufzeichnungen eines Psychopathen, Köln 2004
- Evgenij A. Evtušenko: Ardabiola, Berlin 1983
- Evgenij A. Evtušenko: Beerenreiche Gegenden, Berlin 1984
- Evgenij A. Evtušenko: Der Hühnergott, Berlin 1966
- Evgenij A. Evtušenko: Pearl Harbor, Berlin [u. a.] 1984 (übersetzt zusammen mit Marianne Schilow)
- Evgenij A. Evtušenko: Der Wolfspaß, Berlin 2000
- Arkadij P. Gajdar: Der heiße Stein, Berlin 1977
- Natalija V. Gesse: Die Kranichfeder, Berlin 1975
- Nikolaj V. Gogol': Der Revisor, Berlin 1992
- Die goldene Rebenhütte, Berlin 1964
- Fridrich N. Gorenštejn: Champagner mit Galle, Berlin 1997 (übersetzt zusammen mit Renate Reschke)
- Fridrich N. Gorenštejn: Der Platz, Berlin 1995
- Fridrich N. Gorenštejn: Tschok-tschok, Berlin 1993
- Maksim Gor’kij: Vom dummen Iwanuschka, Berlin 1971
- Maksim Gor’kij: Was Jewsejka erlebte, Berlin 1982
- Daniil A. Granin: Unser Bataillonskommandeur. Der Platz für das Denkmal, Berlin 1970 (übersetzt zusammen mit Marlene Milack)
- Vladimir S. Gubarev: Der Sarkophag, Berlin 1987
- Il’ja Il’f: Das goldene Kalb oder Die Jagd nach der Million, Berlin 1979 und Berlin 2013.
- Il‘ja Il‘f: Zwölf Stühle, Berlin 1978 (übersetzt zusammen mit Ernst von Eck)
- Aleksandr G. Ivančenko: Selbstbildnis mit Dogge, Berlin [u. a.] 1993
- Jurij P. Kazakov: Draußen steht ein Bär, Berlin 1975
- Jurij P. Kazakov: Larifari und andere Erzählungen, Berlin 1966
- Anatolij A. Kim: Eichhörnchen, Berlin 1987
- Anatolij A. Kim: Moskauer gotische Erzählungen, Berlin 1992
- Ėduard S. Kočergin: Sechs Jahre sind die Ewigkeit. Berlin 2013 (übersetzt zusammen mit Renate Reschke und Ganna-Maria Braungardt).
- Nikolaj I. Koroteev: Operation "Zobel", Berlin 1957
- Julij Z. Krelin: Der Chefarzt, Berlin 1978
- Das Krokodil ... und seine Zeichner, Berlin 1961
- Mensch – woher, wohin?, Berlin 1959 (übersetzt zusammen mit Hanni Ortmann)
- Boris M. Nosik: Vladimir Nabokov, Berlin 1997 (übersetzt zusammen mit Renate Reschke)
- Bulat Š. Okudžava: Der arme Awrossimow oder Die Abenteuer eines Geheimschreibers, Berlin 1971
- Bulat Š. Okudžava: Begegnung mit Bonaparte, Berlin 1986
- Bulat Š. Okudžava: Merci oder Die Abenteuer Schipows, Berlin 1981
- Bulat Š. Okudžava: Die Reise der Dilettanten, Berlin [u. a.] 1981
- Nikolaj A. Ostrovskij: Wie der Stahl gehärtet wurde, Berlin 1977
- Boris L. Pasternak: Doktor Shiwago, Frankfurt am Main 1992
- Stepan G. Pisachov: Wie der Pope sich eine Magd nahm, Berlin 1977
- Andrej P. Platonov: Die Schustersfrau als Zarin, Berlin 1975
- Anatolij I. Pristavkin: Ich flehe um Hinrichtung, München 2003  (übersetzt zusammen mit Renate Reschke)
- Anatolij I. Pristavkin: Schlief ein goldnes Wölkchen, Berlin 1989
- Anatolij I. Pristavkin: Stilles Baltikum, Berlin 1992
- Anatolij I. Pristavkin: Ein Waggon geht auf Reisen, Zürich 2012
- Anatolij I. Pristavkin: Wir Kuckuckskinder, Berlin 1990
- Michail M. Roščin: Anna Karenina, Berlin 1981
- Michail M. Roščin: Transportzug, Berlin 1975
- Mark Rozovskij: Geschichte eines Pferdes, Berlin 1979
- Anatolij N. Rybakov: Roman der Erinnerung, Berlin 2001 (übersetzt zusammen mit Renate Reschke)
- Jurij S. Rytchėu: Herr der Winde, Berlin 1979
- Jurij S. Rytchėu: Joo sucht den Polarkreis, Berlin 1981
- Mariėtta S. Šaginjan: Die Familie Uljanow, Berlin 1959 (übersetzt zusammen mit Hans Herrfurth)
- Varlam T. Šalamov: Anna Iwanowna, Berlin 1990
- Varlam T. Šalamov: Schocktherapie, Berlin 1990
- Jurij P. Ščekočichin: Jeans, Berlin 1988
- Viktor Slavkin: Die erwachsene Tochter eines jungen Mannes, Berlin 1981
- Sergej A. Snegov: Explosion, Berlin 1960
- Vladimir A. Solouchin: Das Urteil, Berlin 1979
- Leonid V. Solov’ev: Die Schelmenstreiche des Nasreddin, Berlin 1959 (übersetzt zusammen mit Ena von Baer)
- Arkadij N. Strugackij: Die zweite Invasion der Marsmenschen, Berlin 1976
- Vasilij M. Šukšin: Bis zum drittenmal der Hahn kräht, Berlin 1976 (übersetzt zusammen mit Eckhard Thiele)
- Vasilij M. Šukšin: Ich kam, euch die Freiheit zu bringen, Berlin 1978
- Vladimir F. Tendrjakov: Menschen oder Unmenschen, Berlin 1990
- Vladimir F. Tendrjakov: Die Nacht nach der Abschlußfeier, Berlin 1976
- Vladimir F. Tendrjakov: Die reinen Wasser von Kitesh, Berlin 1988
- Vladimir F. Tendrjakov: Sechzig Kerzen, Berlin 1982
- Lev N. Tolstoj: Tanja ist noch klein, Berlin 1989
- Jurij N. Tynjanov: Der Tod des Wesir-Muchtar, Berlin 1974
- Lev E. Ustinov: Aljonuschkas Glück, Berlin 1983
- Arkadij A. Vajner: Im Zeichen von Schlinge und Stein, Berlin 1991 (übersetzt zusammen mit Renate Landa)
- Alexander Wampilow: Der ältere Sohn, Berlin 1975
- Alexander Wampilow: Das Haus mit den Fenstern zum Feld, Berlin 1979
- Alexander Wampilow: Provinzanekdoten, Berlin 1973
- Artem Veselyj: Rußland in Blut gewaschen, Leipzig [u. a.] 1987
- Sergej P. Zalygin: Republik Salzschlucht, Berlin 1970
- Evgenij I. Zamjatin: Wir, 1994
- Das Ziesel und der Bär, Berlin 1974
- Michajl M. Zoščenko: Das Himmelblaubuch, Berlin 1973
- Michajl M. Zoščenko: Die Reize der Kultur, Berlin [u. a.] 1980
- Michajl M. Zoščenko: Eine schreckliche Nacht, Berlin 1981
- Michajl M. Zoščenko: Der Verwandlungskünstler oder Ein Vorfall in der Provinz, Berlin 1984
- Michajl M. Zoščenko: Werthers Leiden oder Die Zukunftsvisionen eines Radfahrers, Berlin 1968
- Michajl M. Zoščenko: Wie mit Gabeln aufs Wasser geschrieben, Mannheim 2004

## Film
- Spurwechsel. Ein Film vom Übersetzen. Встречное движение. 2003. Zweisprachiger Film von Gabriele Leupold, Eveline Passet, Olga Radetzkaja, Anna Shibarova, Andreas Tretner; russische Untertitel von Studierenden des Instituts für Slawistik der LMU München angefertigt, im Übersetzerseminar von Shibarova. Weitere Mitwirkende sind Sergej Romaško, Swetlana Geier, Michail Rudnizkij, Marina Koreneva, Dorothea Trottenberg, Ilma Rakusa, Tat’jana Baskakova, Solomon Apt, Thomas Reschke. Film, Dauer 1 h 34 m